# Shera Kerienski
Shera Kerienski, de son nom complet Sherazed Kerienski, née le 9 décembre 1992 à Mantes-la-Jolie, dans les Yvelines, est une youtubeuse française : spécialiste de la beauté, elle est connue pour sa chaîne contenant ses tutoriels de maquillage, ainsi que pour ses vlogs relatifs à sa vie privée.
Elle est suivie par 2 millions d'abonnés sur YouTube et 1,4 million d'abonnés sur Instagram[réf. nécessaire].

## Biographie
En août 2013, âgée de 20 ans, Shera Kerienski décide d'ouvrir sa chaîne YouTube afin de donner des conseils capillaires aux internautes,.
En 2016, elle est considérée comme la quatrième youtubeuse la plus influente de France et elle est la dixième femme générant le plus de visionnage sur le site web avec une moyenne de 527 536 vues par vidéo.
Le 6 avril 2016, elle intègre l'équipe de Touche pas à mon poste ! sur D8, après qu'Issa Doumbia a suggéré son nom à Cyril Hanouna. Les avis sur l'arrivée de cette nouvelle recrue sont critiques sur les réseaux sociaux,. Elle quitte l'émission très rapidement et explique a posteriori qu'elle a, entre autres, « mal vécu ces réactions d'internautes ».
En juin 2016, elle ouvre une deuxième chaîne nommée Shera and Share. Elle déclare qu'elle reversera chaque mois l'intégralité des revenus de cette chaîne à une association. Cependant, en mai 2017, seules deux vidéos ont été publiées sur Shera and Share[réf. souhaitée].
En 2017, alors qu'elle poste sur Instagram une photographie d'elle-même en bikini, elle est attaquée sur son poids par des utilisateurs de l'application. Elle répond en postant une vidéo dénonçant le « body shaming »,. Une de ses vidéos publiée la même année suscite la polémique sur internet. On la voit se maquiller en utilisant des produits destinés aux peaux de couleur noire et porte du fond de teint très sombre. Accusée de racisme pour avoir réalisé une « blackface », elle finit par supprimer cette vidéo,,,.

## Vie privée
Depuis 2017, elle partage la vie de l'influenceur Raphael avec lequel elle a deux fils, né respectivement en février 2022 et janvier 2025.